# La Dernière des Mohicanes
La Dernière des Mohicanes est une nouvelle d’Anton Tchekhov, parue en 1885.

## Historique
La Dernière des Mohicanes est initialement publiée dans la revue russe Le Journal de Pétersbourg, no 122, du 6 mai 1885, sous le pseudonyme A.Tchékhonté.

## Résumé
Le capitaine Dokoukine n’est pas heureux que sa quiétude soit interrompue par la visite de sa sœur Irène et de son beau-frère, M. Khlykine. Sa sœur, la quarantaine, tyrannise son pauvre mari, car il a le tort de sympathiser avec des gens de classes inférieures et de ne pas tenir son rang.
Elle le houspille sans cesse : dis ta prière, sale ta soupe, tais-toi, sois poli. Le pauvre homme ne dit rien et subit en silence, même son beau-frère a pitié de lui.

## Édition française
- La Dernière des Mohicanes, traduit par Édouard Parayre, in Œuvres I, Paris, Éditions Gallimard, coll. « Bibliothèque de la Pléiade » no 197, 1968  (ISBN 978-2-07-0105-49-6).